# Adrian Sitaru
Adrian Sitaru (n. 4 noiembrie 1971, Deva, Hunedoara, România) este un cineast român născut în 1971 la Deva, autor de scurt-metraje și filme pentru televiziune, dintre care cel mai cunoscut, „Valuri” (2007) a fost răsplătit cu multiple premii.

## Biografie
Printre altele, a fost colaborator al lui Costa Gavras la realizarea filmului Amen. (2002).
Primul sau lung-metraj, „Pescuit sportiv”, pentru care semnează scenariul și regia, a fost lansat în 2008, și selecționat la festivalele din Toronto, Palm Springs, Estoril și în competiția oficială a festivalului „Premiers Plans” din Angers (Franța), ediția 2009.
În 2010, scurt-metrajul "Colivia" a fost decernat cu premiul serviciului german de schimburi academice (DAAD) în cadrul celei de-a șaizecea ediții a Festivalului Internațional de Film de la Berlin (Berlinale). Pelicula face parte dintr-un proiect de lung-metraj intitulat "Domestic".

## Filmografie

### Lungmetraj
- Kontinental ’25 (2025)
- Fixeur (2016)[1]
- Ilegitim (2016)
- În aceeași grădină (2016) - omnibus; cu Ali Asgari, Alexandre Rockwell, Rolf De Heer, Gurvinder Singh, Chema García Ibarra, Roger Deutsch, Sergey Bodrov, Andrej Landin
- Domestic (2012)
- Din dragoste cu cele mai bune intenții (2011)
- În derivă (2010) - serial TV
- Pescuit sportiv (2009)
- 5 succese mari pentru 5 filme mici (2008)
- În familie (2002) - serial TV

### Scurtmetraj
- Excursie (2014)
- Artă (2014)
- Chefu' (2012)
- High Definition (2011)
- Pechinezul (2010)
- Colivia (2010)
- Lord (2009)
- Valuri (2007)
- A doua șansă (2006)
- Bolnavă de iubire (2006)
- Mincinoasa (2006)
- Prea târziu (2006)
- Răzbunarea (2006)
- Trezește-te (2006)
- Vreau să simt! (2006)
- A Very Bad Day (2004)
- About Biju  (Despre Biju) (2004)
- Theodora’s Life  (O zi din viața Teodorei, necenzurat!) (2004)
- Biju (2002)
- Fun Fan (2002)
- Ajun de Crăciun (2001)
- Ultimul sărut (2001)
- O zi de Paști (2000)
- The Kitchen Bug (2000)
- Săpunul (1999)
- Tom Waits  (Tom Waits – Live in My Room) (1999)